# Kollmarsreute
Kollmarsreute ist ein Stadtteil mit Ortschaftsverwaltung der Stadt Emmendingen im gleichnamigen Landkreis in Baden-Württemberg.

## Geographie
Kollmarsreute befindet sich südöstlich der Stadt Emmendingen. Die Einwohnerzahl liegt bei ca. 2.200 Einwohnern. Durch die Erschließung des Neubaugebietes Neubaugebiet Herrschaftsacker zwischen 2008 und 2022 mit einer Größe von 5,5 Hektar hat sich die Einwohnerzahl stark erhöht.
Im Südwesten der Gemeinde liegt der Fluss Elz, und am nördlichen Rand verläuft die Rheintalbahn mit Haltepunkt Kollmarsreute. Dazwischen befindet sich der Kollmarsreuter Bagger- und Badesee.

## Geschichte
Das Dorf wurde erstmals 1344 urkundlich genannt und ist somit eine der jüngeren Gemeinden im Landkreis Emmendingen.
Wie schon der Ortsname sagt wurde mit hoher Wahrscheinlichkeit der dortige Wald für die Gemeinde gerodet (früher gereutet).
Der Wortteil "Kollmars" wird von Historikern gerne der Breisgauer Rittersfamilie Kollmann zugeschrieben, wodurch sich der Ortsname zusammensetzen lässt.
Am 1. August 1971 wurde Kollmarsreute in die Kreisstadt Emmendingen eingegliedert.

## Politik

### Ortschaftsrat
Die Kommunalwahl am 9. Juni 2024 führte bei einer Wahlbeteiligung von 60,77 % zu folgendem Ergebnis:
| Partei/Liste  | Stimmenanteil | Sitze | G/V |
| CDU           | 24,30 %       | 2     | − 1 |
| FWV           | 64,38 %       | 7     | ± 0 |
| Liste Zukunft | 11,33 %       | 1     | + 1 |

## Verkehr
Kollmarsreute befindet sich an der Rheintalbahn mit dem Bahnhaltepunkt Kollmarsreute. Der RB 26 verkehrt stündlich zwischen Freiburg und Offenburg.
Der Europäische Radwanderweg von Villé nach Elzach verbindet Kollmarsreute mit Emmendingen und dem Waldkircher Ortsteil Buchholz. Ab 2026 nimmt Emmendingen mit neun Stationen an dem Fahrradverleihsystem Frelo teil, von denen sich eine Station in Kollmarsreute befinden wird.

## Vereine

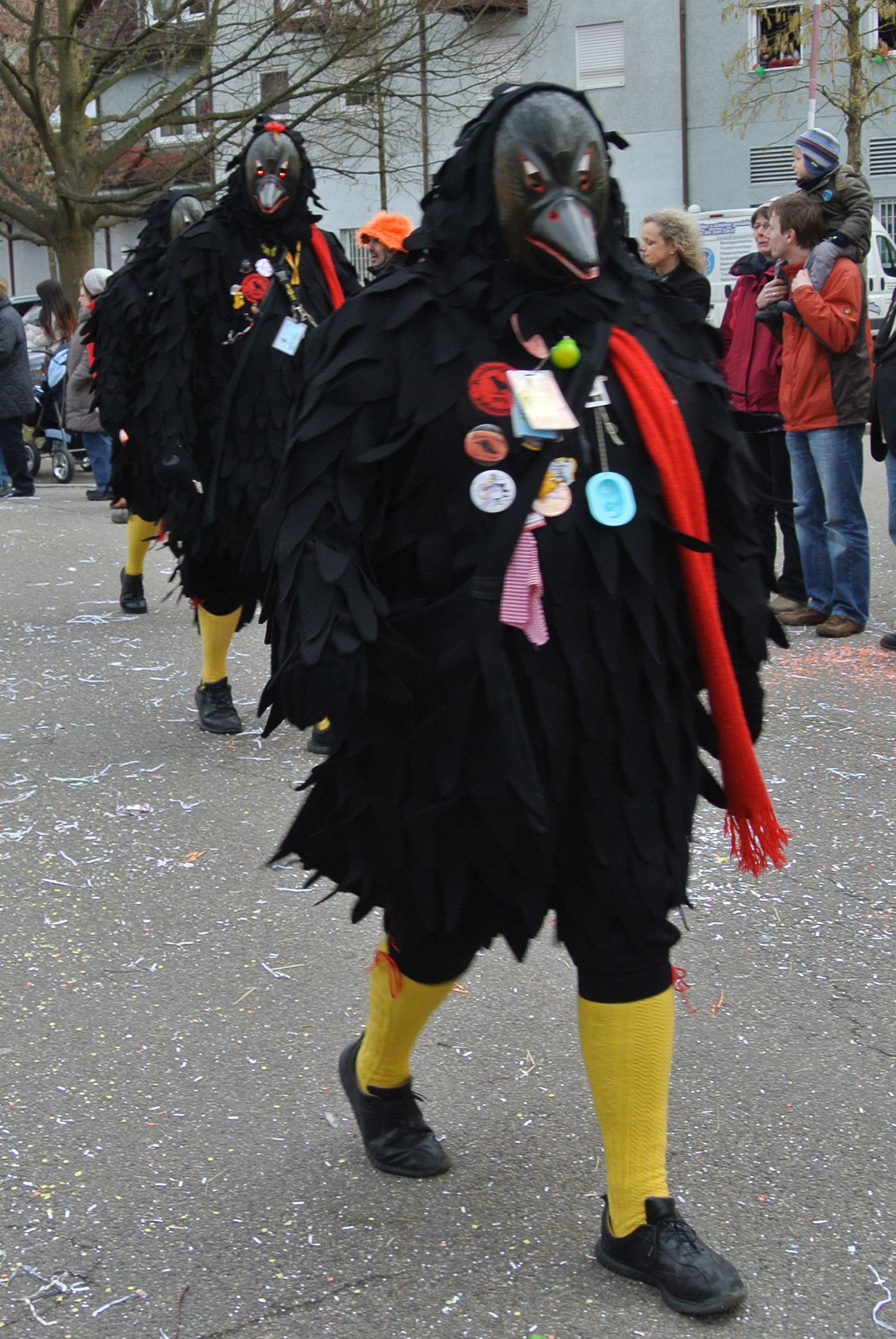
Hästräger der Krabbenzunft Kollmarsreute

- Der an der Mitgliederanzahl gemessen größte Verein ist der Sportverein Kollmarsreute. Er wurde gegründet am 6. November 1932.
- Der Musikverein Kollmarsreute mit 40 aktiven Mitgliedern, der am 15. November 1933 gegründet wurde
- Die am 28. Februar 1972 gegründete Krabbenzunft Kollmarsreute, die sich dem fasnächtlichen Brauchtum widmet. Der Name entstand durch die Gegebenheit, dass auf Gemarkung Kollmarsreute früher sehr viele Krabben (Raben) beheimatet waren. Deshalb wurde Kollmarsreute Krabbenschritti genannt. Die Krabben ließen sich nicht durch die fortschreitende Bebauung vertreiben und behaupten noch heute ihr Heimatrecht, auch wenn in Form einer Narrenzunft.
- Angelverein Kollmarsreute
- Hundesportverein Kollmarsreute
- Freiwillige Feuerwehr Kollmarsreute
- Tennisclub Kollmarsreute
- Sportschützenverein Kollmarsreute